# U.S.C. Atellana Handball
La U.S.C. Atellana Handball, conosciuta anche come Usca, è una società di pallamano maschile italiana, con sede nella città di Orta di Atella. Ha militato in Serie A2, torneo di terzo livello del campionato italiano di pallamano maschile.

## Rosa 2021-2022
| N° | Naz.                 | Ruolo | Sportivo             | Anno |  |  |
| -- | -------------------- | ----- | -------------------- | ---- |  |  |
| 12 | Italia (bandiera)    | P     | Daniele Corvino      | 2003 |  |  |
| 16 | Italia (bandiera)    | P     | Giuseppe Balasco     | 2002 |  |  |
| 77 | Italia (bandiera)    | P     | Giovanni Mozzillo    | 1998 |  |  |
| 4  | Italia (bandiera)    | T     | Luigi Arena          | 2003 |  |  |
| 5  | Italia (bandiera)    | A     | Francesco Del Prete  | 2003 |  |  |
| 7  | Italia (bandiera)    | T     | Mattia Sorvillo      | 2004 |  |  |
| 9  | Italia (bandiera)    | A     | Antonio Liparuolo    | 1999 |  |  |
| 10 | Francia (bandiera)   | T     | Jaques Sall          | 1985 |  |  |
| 11 | Italia (bandiera)    | A     | Vincenzo Migliaccio  | 1999 |  |  |
| 17 | Italia (bandiera)    | PV    | Giovanni Abbonante   | 2002 |  |  |
| 18 | Italia (bandiera)    | A     | Giuseppe Reccia      | 2004 |  |  |
| 20 | Italia (bandiera)    | PV    | Onofrio Balasco      | 2000 |  |  |
| 21 | Italia (bandiera)    | T     | Giuseppe Cirillo     | 1999 |  |  |
| 22 | Danimarca (bandiera) | T     | Marxwell Frederiksen | 1998 |  |  |
| 24 | Italia (bandiera)    | T     | Francesco Abbonante  | 2006 |  |  |
| 27 | Italia (bandiera)    | T     | Giuseppe Cirillo     | 1997 |  |  |
| 31 | Croazia (bandiera)   | T     | Luka Matijašić       | 1995 |  |  |
| 34 | Italia (bandiera)    | T     | Vincenzo Mozzillo    | 2004 |  |  |